# Tetragonolepis
Genre
Tetragonolepis est  un genre fossile de poissons osseux de la famille également fossile des Semionotidae qui ont vécu du Rhétien au Hettangien.

## Liste des espèces
Selon GBIF (19 octobre 2023) :
- † Tetragonolepis bouei Agassiz, 1833
- † Tetragonolepis discus Egerton, 1853
- † Tetragonolepis drosera Egerton, 1853
- † Tetragonolepis mastodonteus Agassiz, 1836
- † Tetragonolepis obscurus Münster, 1841
- † Tetragonolepis oldhami Egerton, 1878
- † Tetragonolepis ovalis Agassiz, 1834
- † Tetragonolepis semicinctus Bronn, 1830
- † Tetragonolepis serratus Henry, 1876

## Classification
Le nom valide complet (avec auteur) de ce taxon est Tetragonolepis Bronn, 1830.
Tetragonolepis a pour synonymes :
- Pleurolepis Quenstedt, 1852
- Tetragonolepis Agassiz, 1833